# حارة النصر (ذمار)

تعديل مصدري - تعديل

حارة النصر هي إحدى حارات مدينة ذمار التابعة لمحافظة ذمار، بلغ تعداد سكانها 3,631 نسمة حسب تعداد اليمن لعام 2004.